# Millers Flat Bridge

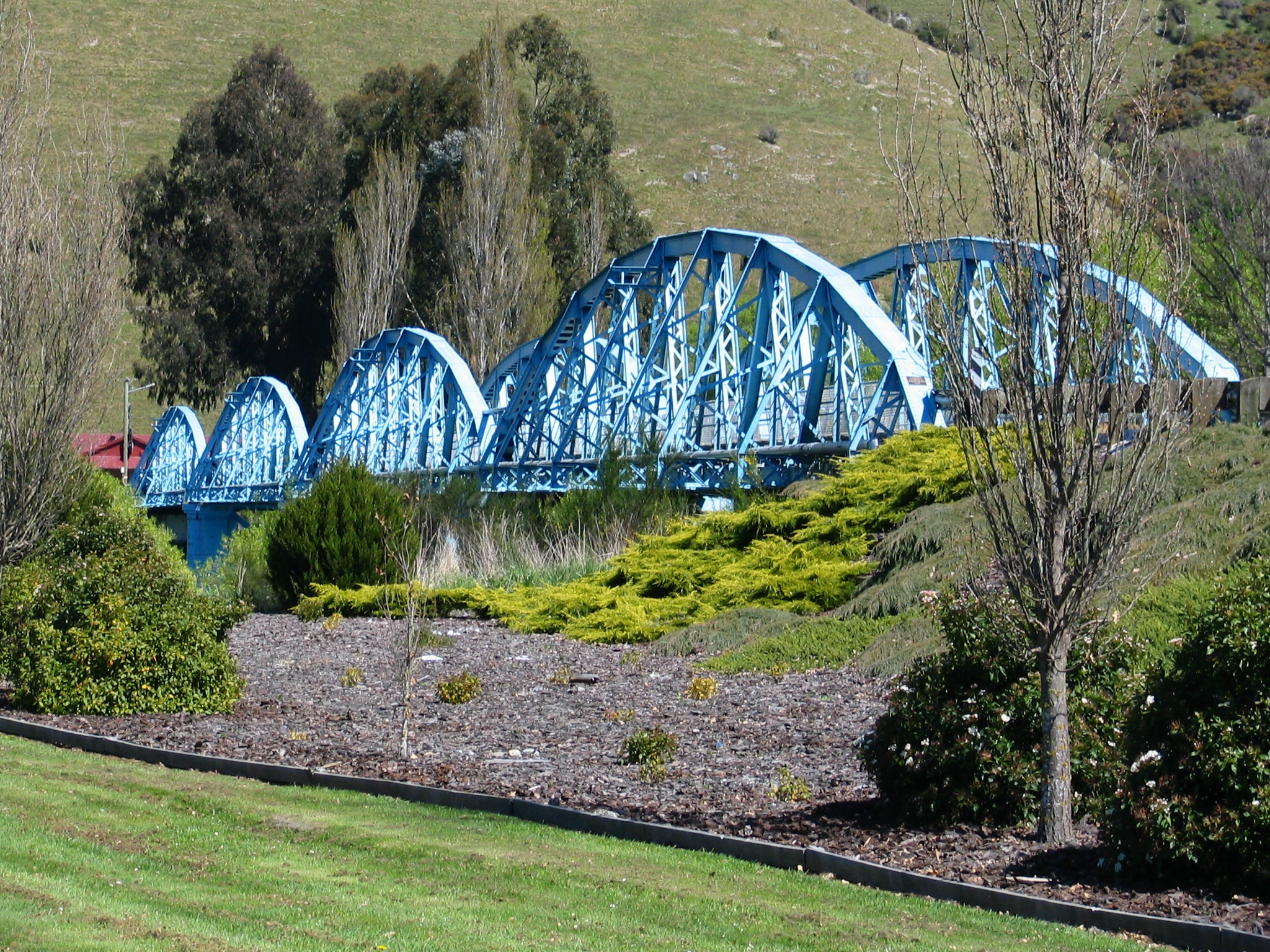
Brücke von Südosten aus gesehen

Die Millers Flat Bridge ist ein Bogenbrücke über den Clutha River/Mata-Au im Central Otago District der Region Otago auf der Südinsel von Neuseeland.

## Geographie
Die Brücke befindet sich in Millers Flat, einer kleinen Siedlung, rund 15 km südöstlich von Roxburgh. Die Brücke verbindet den östlich des Clutha River/Mata-Au gelegenen Teil der Siedlung mit dem auf der westlichen Seite des Flusses entlang verlaufenden New Zealand State Highway 8.

## Geschichte
Seit dem Otago Goldrausch in den 1860er Jahren zog es viel Goldsucher in das Zentralland von Otago, so auch an den Clutha River/Mata-Au. Die beidseitig des langen Flusses entstandenen Siedlungen machten eine leistungsfähige und sichere Überquerung des Flusses notwendig. So bildete sich im damaligen Tuapeka County eine Art „Bridge Committee“ (Brücken-Komitee), das 1895 in einer an den Tuapeka County Council und an die Regierung gerichtet Petition eine Brücke zur Flussquerung forderte.
Dem Wunsch der Siedler wurde entsprochen und für das Vorhaben der Ingenieur Robert Hay (1847–1928) aus Dunedin gewonnen, der die Konstruktionspläne und das Design der Brücke im Februar 1896 entwarf. Nach etlichen Diskussionen unter den Siedlern und den Entscheidungsträgern über den Standort der Brücke und ihren Baukosten, startete schließlich Mitte 1897 das Bauvorhaben. Die Firma J. and A. Andersons aus Christchurch wurde mit der Bauausführung beauftragt. Unfälle mit Todesfolge ließen einige Beteiligten an den Sicherheitsstandards des Unternehmens zweifeln und so zog sich die Bauausführung über 1 1/2 Jahre hin.
Ende 1898 war der Brückenbau dann schließlich abgeschlossen und die Eröffnung für Januar 1899 avisiert, doch da der Premierminister Richard Seddon (1845–1906) keinen freien Termin zur Eröffnung der Brücke hatte, musste die feierliche Einweihung auf den 23. Februar 1899 verschoben werden.

## Brückenkonstruktion
Die 176,2 m lange Millers Flat Bridge ist eine Stahlbrücke, die neben ihrer Verankerung an den Ufern des Clutha River/Mata-Au auf sechs paarig in das Flussbett eingelassenen, mit Beton gefüllten Zylinder aus Gusseisen ruht. Die Pfähle sind neun Meter in das Flussbett versenkt. Die vier paarig beidseitig der Fahrbahn angeordneten, aus einer Stahlkonstruktion bestehenden Bögen, erheben sich 4,9 m über deren Basis. Die Fahrbahn besitzt eine Breite von 4,1 m und ist in Holz mit einer überdeckenden Asphaltschicht ausgeführt.

## Denkmalschutz
Die Millers Flat Bridge wurde am 19. April 1990 vom Heritage New Zealand in die Historic Place Category 2 eingestuft und damit unter Denkmalschutz gestellt.